# Эрнст Фридрих I Саксен-Гильдбурггаузенский
Эрнст Фридрих I Саксен-Гильдбурггаузеский (нем. Ernst Friedrich I. von Sachsen-Hildburghausen; 21 августа 1681, Арользен — 9 марта 1724, Хильдбургхаузен) — герцог Саксен-Гильдбурггаузенский, фельдмаршал-лейтенант (28.7.1721), относился к Эрнестинской линии династии Веттинов.

## Биография
Эрнст Фридрих был старшим сыном герцога Эрнста Саксен-Гильдбурггаузенского (1655—1715) от его брака с Софией Генриеттой Вальдекской (1662—1702), дочерью князя Георга Фридриха Вальдекского. Мать уделила особое внимание образованию сына, он  совершил гран-тур по Голландии, Англии и Франции.
В юности Эрнст Фридрих служил в Нидерландах в имперской армии. В чине полковника он участвовал при осаде Теннинга, в звании генерала от кавалерии — в битве при Шелленберге. Во время войны за Испанское наследство он был ранен в руку в битве при Хёхштедте. В связи с участием в кампании в Нидерландах Эрнст Фридрих назвал своего первенца Hollandinus. В 1708 году он стал императорским генерал-вахмистром, в 1709 году был назначен генерал-майором Генеральных штатов. В 1721 году император Карл VI сделал герцога фельдмаршал-лейтенантом императорской армии.
В 1715 году после смерти своего отца Эрнст Фридрих ушел из армии и возглавил правительство герцогства. Из-за желания превзойти великолепие и пышность дворца короля Франции Людовика XIV, он, как и многие немецкие князья, столкнулся с серьёзными финансовыми трудностями. Из-за невыносимого налогового бремени в 1717 году в стране вспыхнуло открытое восстание.
Эрнст Фридрих начал разработку солончаков в Линденау, а также в Нойштадте в Гильдбургхаузене. Здесь в 1723 году он основал Общество французской реформаторской церкви.
Эрнст Фридрих постоянно нуждаясь в деньгах, взимал налоги и продавал города. Среди них оказалось графство Кулемборг, приданое его матери или жены. Округ был продан в 1720 году Генеральным Штатам за 800 000 гульденов, но не в целях погашения долгов, а для постройки каналов для садов в его дворце. Кроме того, в 1723 году был окончательно продан город Шалькау герцогству Саксен-Мейнинген. Однако продажа без согласия его жены была признана незаконной, что привело к войне с Саксен-Мейнингеном. Земля была оккупирована армиями обоих герцогств, и в конце войны обе страны были опустошены и разрушены.

## Семья
4 февраля 1704 года в Эрбахе Эрнст Фридрих женился Софии Альбертине (1683—1742), дочери графа Георга Людвига I Эрбах-Эрбахского и его жены графини Амалии Катарины Вальдек-Айзенбергской. У них родилось четырнадцать детей.
- Эрнст Людвиг Голландинус (24 ноября 1704, Хильдбургхаузен — 26 ноября 1704, Хильдбургхаузен).
- София Амалия Елизавета (5 октября 1705, Хильдбургхаузен — 28 февраля 1708, Хильдбургхаузен).
- Эрнст Людвиг (6 февраля 1707, Хильдбургхаузен — 17 апреля 1707, Хильдбургхаузен).
- Эрнст Фридрих II (1707—1745), женат на Каролине Эрбах-Фюрстенауской (1700—1758)
- Фридрих Август (8 мая 1709, Хильдбургхаузен — 1710, Хильдбургхаузен).
- Людвиг Фридрих (11 сентября 1710, Хильдбургхаузен — 10 июня 1759, Нимвеген) ∞ 4 мая 1749 принцесса Кристина Луиза Шлезвиг-Гольштейн-Зондербург-Плёнская. Этот брак был бездетным.
- Мертворожденный сын (2 августа 1711, Хильдбургхаузен).
- Мертворожденный сын (24 августа 1712, Хильдбургхаузен).
- Елизавета Альбертина (1713—1761), замужем за Карлом Мекленбург-Стрелицким, принцем Мировским.
- Эмануэль Фридрих Карл (26 марта 1715, Хильдбургхаузен — 29 июня 1718, Хильдбургхаузен).
- Елизавета София (13 сентября 1717, Хильдбургхаузен — 14 октября 1717, Хильдбургхаузен).
- Мертворожденный сын (17 марта 1719, Хильдбургхаузен).
- Георг Фридрих Вильгельм (15 июля 1720, Хильдбургхаузен — 10 апреля 1721, Хильдбургхаузен).
- Мертворожденный сын (15 декабря 1721, Хильдбургхаузен).